# Институт перспективных исследований

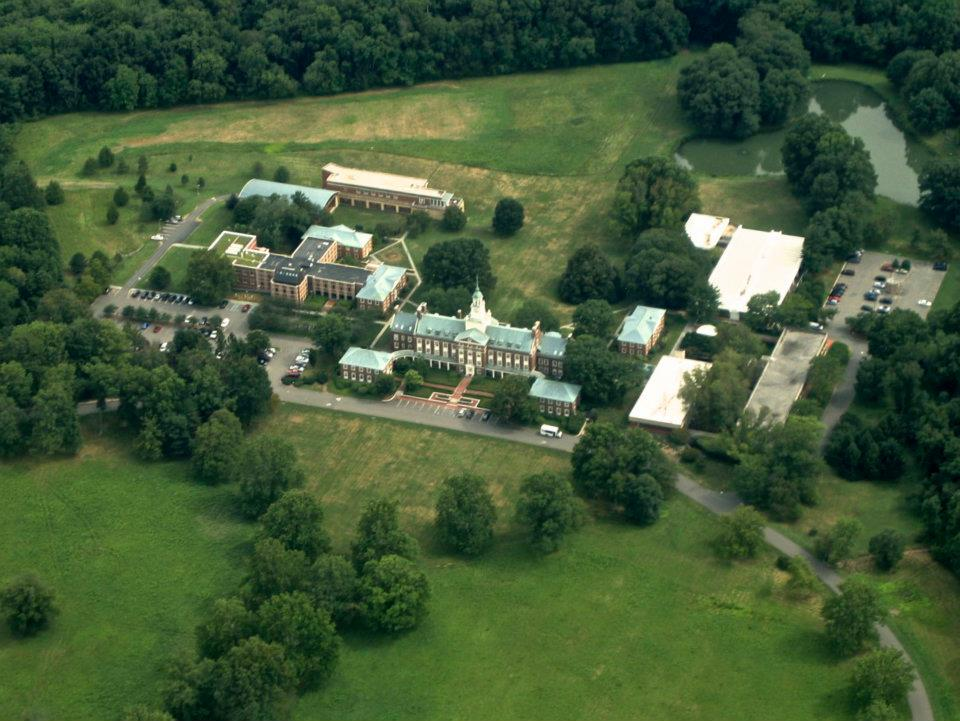
Кампус Института перспективных исследований

Институт перспективных исследований (англ. Institute for Advanced Study, IAS) — американский научно-исследовательский институт в г. Принстоне (штат Нью-Джерси). В русскоязычных источниках встречаются также другие варианты перевода названия: Институт фундаментальных исследований, Институт высших исследований, Институт передовых исследований.
Институт был основан в 1930 году Луисом Бамбергером и его сестрой Каролиной Бамбергер Фульд, которые пожертвовали 5 миллионов долларов. Новый институт взял на работу многих учёных, бежавших из Европы от угрозы нацизма.
Именно тут работали после эмиграции в США такие знаменитые учёные как Альберт Эйнштейн, Джон фон Нейман и Курт Гёдель.
Несмотря на близость месторасположения, Институт с момента основания не имел и не имеет формальных связей ни с Принстонским университетом, ни с каким-либо другим учебным заведением. Однако Институт и Принстонский университет тесно сотрудничают во многих совместных проектах.
Вся научная деятельность в Институте финансируется за счёт грантов и пожертвований. Исследования никогда не делаются по заказу и не направляются извне — каждый исследователь работает над тем, что ему интересно.
Институт делится на четыре исследовательские «Школы»:
- Историческая
- Математическая
- Естественные науки
- Социальные науки

Каждый год набирают 29 постоянных членов и 190 приглашённых из более чем 100 университетов и научно-исследовательских институтов. Отбор в каждую Школу происходит из порядка 1500 кандидатов, среди которых бывают как молодые исследователи, так и опытные учёные. Попасть в Институт можно на период от одного семестра до нескольких лет, но большинство остаётся на год.

## Знаменитые сотрудники Института
Содержимое раздела перенести в Категория: Персоналии: Институт перспективных исследований
- Джеймс Александер
- Фредерик Альмгрен
- Майкл Атиа
- Энрико Бомбиери
- Жан Бургейн
- Освальд Веблен
- Андре Вейль
- Герман Вейль
- Эдвард Виттен
- Курт Гёдель
- Клиффорд Гирц
- Фримен Дайсон
- Пьер Делинь
- Карл Людвиг Зигель
- Эрнст Канторович
- Эрнст Китцингер
- Кунихико Кодайра
- Джон Милнор
- Отто Нейгебауэр
- Джон фон Нейман
- Эмми Нётер
- Роберт Оппенгеймер
- Абрахам Пайс
- Эрвин Панофский
- Георг Плачек
- Давид Рюэль
- Атле Сельберг
- Джордж Юджин Уленбек
- Янг Чжэньнин
- Альберт Эйнштейн
- Пал Эрдёш